# یان تریگوه روینلاند
یان تریگوِه روینلاند (انگلیسی: Jan Trygve Røyneland؛ زادهٔ ۴ ژوئن ۱۹۸۱) فیلم‌نامه‌نویس اهل نروژ است.
از فیلم‌ها یا مجموعه‌های تلویزیونی که وی در آن‌ها نقش داشته‌است، می‌توان به اشغال‌شده و انتخاب پادشاه اشاره نمود.